# Pardosa nicobarica
Pardosa nicobarica este o specie de păianjeni din genul Pardosa, familia Lycosidae. A fost descrisă pentru prima dată de Thorell, 1891.
Este endemică în Nicobar Is.. Conform Catalogue of Life specia Pardosa nicobarica nu are subspecii cunoscute.